# Leucauge albomaculata
Leucauge albomaculata este o specie de păianjeni din genul Leucauge, familia Tetragnathidae. A fost descrisă pentru prima dată de Thorell, 1899.
Este endemică în Camerun. Conform Catalogue of Life specia Leucauge albomaculata nu are subspecii cunoscute.